# Pseudencyrtus borealis
Pseudencyrtus borealis är en stekelart som beskrevs av Macgown 1979. Pseudencyrtus borealis ingår i släktet Pseudencyrtus och familjen sköldlussteklar. Inga underarter finns listade i Catalogue of Life.